# Théophile Leclerc
Jean Théophile Victor Leclerc (* 22. Dezember 1771 in La Cotte bei Montbrison; † nach August 1794) war ein französischer Revolutionär und bekannt als einer der Enragés.

## Leben
Leclerc entstammte einer bürgerlichen Familie mit fünf Kindern. Da sein Vater ein ordentliches Einkommen hatte, lernte Leclerc zu lesen und zu schreiben. Beim Ausbruch der Revolution lebte die Familie in Clermont-Ferrand, wo Leclerc sich trotz seines jungen Alters freiwillig für die Nationalgarde meldete. Im März 1790 reiste er nach Martinique, um wie seine zwei älteren Brüder im Handel tätig zu werden.
Die Revolution erreichte auch Martinique und sorgte für Unruhen und Konflikte, in denen sich Leclerc aufseiten der Befürworter der Revolution beteiligte. Seine Seite unterlag jedoch in den Auseinandersetzungen und er wurde gefangen genommen und 1791 zurück nach Frankreich verschifft.
Angekommen in Lorient, trat er dem örtlichen Jakobinerclub und der Nationalgarde bei. 1792 machte sich Leclerc dann einen Namen, indem er Soldaten verteidigte, die für ihre revolutionäre Tätigkeit auf Martinique vom Kriegsminister Louis Marie de Narbonne-Lara verurteilt worden waren. Leclerc trat als ihr Fürsprecher bei den Jakobinern in Paris und vor der Gesetzgebenden Nationalversammlung auf, wo er ihren Freispruch erreichte; bei den Jakobinern verdammte er den „Moderatismus“.
Zu dieser Zeit war Leclerc noch kein Gegner der Monarchie; er hoffte vielmehr, dass Ludwig XVI. die verhasste Marie-Antoinette verstoßen und sich für demokratische Reformen offen zeigen würde. Leclerc war Teil verschiedener Armeen und übernahm auch eine geheimdienstliche Mission in Straßburg, die allerdings scheiterte, bis er im Dezember 1792 nach Lyon kam. Nach kurzer Krankheit wurde er als Vertreter der Lyoner Jakobiner wiederum nach Paris geschickt.
Als er im Mai 1793 in Paris ankam, spitzte sich gerade der Konflikt zwischen den Montagnards und gemäßigten, wirtschaftlich liberalen Girondisten im Nationalkonvent zu. Wie etwa auch Jean-François Varlet forderte Leclerc einen Volksaufstand, um die führenden Girondisten aus dem Parlament auszuschließen.
Ende Mai wurde Leclerc in das aufständische Komitee im Erzbischöflichen Palast gewählt, das den Aufstand vom 31. Mai initiierte. Während der mehrtägigen Erhebung hatte Leclerc die Aufgabe inne, die Post Verdächtiger und der girondistischen Konventsmitglieder zu prüfen.
Das Ergebnis des Aufstandes stellte Leclerc und die anderen Enragés allerdings nicht zufrieden; sie hatten sich über den Ausschluss der Girondisten hinaus weitere politische und soziale Maßnahmen erhofft, vor allem ein härteres Vorgehen – also mehr Hinrichtungen – gegen reiche Hamsterer und Spekulanten, die sie als Konterrevolutionäre und Verursacher der Versorgungsprobleme in Paris ansahen. Die Enragés sahen sich als Fürsprecher der weniger wohlhabenden Sansculotten.
Wegen ihrer Kritik an der Politik des Konvents wurden die Enragés von führenden Revolutionären wie Maximilien de Robespierre und Jean Paul Marat angegriffen. Trotzdem führten Jacques Roux und Leclerc nach Marats Ermordung dessen Zeitungen fort, wobei Leclerc den L’Ami du Peuple übernahm. Das führte zu Streitigkeiten mit Jacques-René Hébert, der sich ebenfalls zum Erben Marats stilisierte. Leclercs Zeitung war sogar erfolgreich genug, um Héberts überaus populären Pere Duchesne Konkurrenz zu machen. Die Jakobiner und die Hébertisten inszenierten eigens Auftritte von Marats Lebensgefährtin Simone Evrard, um die Enragés als bezahlte Unruhestifter zu denunzieren.
Leclerc trat in seiner Zeitung für die Anwendung der Verfassung von 1793, eine direktere Demokratie und die Festsetzung von Lebensmittelpreisen ein. In der letzten Ausgabe seiner Zeitung kritisierte er den als repressiv empfundenen Terror. Da die anderen Enragés im September verhaftet worden waren, fürchtete auch Leclerc die Festnahme und stellte seine journalistisch-politischen Tätigkeiten deshalb ein. Im November heiratete er Pauline Léon, die in der Gesellschaft der Revolutionären Republikanerinnen aktiv gewesen war und die Enragés unterstützt hatte. Leclerc meldete sich freiwillig für die Armee. Nach einer Verhaftung des Paares im April 1794 im Zusammenhang mit der Ausschaltung der Hébertisten kehrte er nach seiner Freilassung Anfang August 1794 nach La Fère zur Armee zurück und wurde politisch nicht weiter aktiv.